# Zamarovce
Zamarovce (maďarsky Vágzamárd) jsou obec na Slovensku v okrese Trenčín. Žije v nich přibližně 1 200 obyvatel. První písemná zmínka o vesnici pochází z roku 1208. Do katastrálního území obce zasahuje část přírodní rezervace Zamarovské jamy.

## Osobnosti
- Vojtěch Zamarovský (1919–2006), československý historik a spisovatel